# Chen Chieh
Chen Chieh (en chinois 陳傑, né le 8 mai 1992 à Taichung) est un athlète taïwanais, spécialiste du 400 m haies.

## Carrière
Son record est de 49 s 68, obtenu à Taipei le 8 mai 2012. Il remporte la médaille d'argent lors des Jeux de l'Asie de l'Est de 2013. Le 6 juin 2015, il égale au centième son record de 2012 pour remporter la médaille d'argent des Championnats d'Asie d'athlétisme 2015 à Wuhan. Le 21 octobre 2015, il porte son record à 49 s 05 à Kaohsiung, ce qui le qualifie pour les Jeux olympiques de Rio.
Deux jours avant, il bat aussi le record national du 400 m en 46 s 35, le 19 octobre 2015 toujours à Kaohsiung.
Le 8 juillet 2017, il termine deuxième des championnats d'Asie 400 m haies en 49 s 75, derrière le Philippin Eric Cray.
Le 26 août 2017, il décroche la médaille d'argent de l'Universiade à Taipei en 49 s 05.

## Palmarès
| Date | Compétition         | Lieu        | Résultat | Épreuve     | Temps         |
| ---- | ------------------- | ----------- | -------- | ----------- | ------------- |
| 2011 | Championnats d'Asie | Kobe        | 3e       | 400 m haies | 50 s 39       |
| 2013 | Championnats d'Asie | Pune        | 5e       | 400 m haies | 50 s 86       |
| 2014 | Jeux asiatiques     | Incheon     | 5e       | 400 m haies | 51 s 10       |
| 2015 | Championnats d'Asie | Wuhan       | 2e       | 400 m haies | 49 s 68       |
| 2015 | Universiade         | Gwangju     | 6e       | 400 m haies | 50 s 22       |
| 2017 | Championnats d'Asie | Bhubaneswar | 2e       | 400 m haies | 49 s 75       |
| 2017 | Championnats d'Asie | Bhubaneswar | 4e       | 4 x 400 m   | 3 min 06 s 51 |
| 2017 | Universiade         | Taipei      | 2e       | 400 m haies | 49 s 05       |
| 2018 | Jeux asiatiques     | Jakarta     | 4e       | 400 m haies | 49 s 62       |
| 2019 | Championnats d'Asie | Doha        | 2e       | 400 m haies | 48 s 92       |

## Records
| Épreuve     | Performance  | Lieu      | Date            |
| ----------- | ------------ | --------- | --------------- |
| 400 m       | 46 s 35 (NR) | Kaohsiung | 19 octobre 2015 |
| 400 m haies | 48 s 92      | Doha      | 22 avril 2019   |